# Aldrin
Aldrin ist ein Insektizid, das unter anderem gegen Termiten, Heuschrecken und Drahtwürmer eingesetzt wurde. Von Pflanzen und Tieren wird es in Dieldrin umgewandelt. In Deutschland wurde der Gebrauch von Aldrin 1981 verboten, seit Inkrafttreten des Stockholmer Übereinkommens im Jahre 2004 gilt ein weltweites Verbot. Es ist nach Kurt Alder, dem Mitentdecker der Diels-Alder-Reaktion benannt.

## Geschichte
Die Anwendung wurde in Deutschland wegen der Persistenz und der Anreicherung in der Nahrungskette schon ab 1971 stark eingeschränkt und 1981 schließlich verboten. Mit dem Stockholmer Übereinkommen vom 22. Mai 2001 wurde ein weltweites Verbot zur Herstellung, Verkauf und Anwendung von zwölf langlebigen organischen Schadstoffen (POP) ratifiziert. Unter diesem „dreckigen Dutzend“ befindet sich auch Aldrin. Mit der Ratifizierung durch den 50. Beitrittsstaat am 17. Mai 2004 erlangte das Übereinkommen globale Rechtsgültigkeit in den Vertragsparteien.

## Synthese
Aldrin wird durch eine Diels-Alder-Reaktion aus Norbornadien (das seinerseits durch eine Diels-Alder-Reaktion von Cyclopentadien und Ethin hergestellt wird) und Hexachlorcyclopentadien synthetisiert.
Technisches Aldrin enthielt rund 3,5 % Isodrin.

## Verwendung
In Deutschland wurde Aldrin vor allem gegen im Boden lebende Schädlinge eingesetzt, vor allem gegen Drahtwürmer, Engerlinge und die Wiesenschnake. Außerdem wurde es als Beizmittel für Saatgut verwendet. In den Handel kam es als Bestandteil von Spritzpulvern, Granulaten, Saatgutpudern oder Staubzubereitungen.

## Toxikologie
Beim Arbeiten mit Aldrin waren die Inhalation von Stäuben oder Dämpfen sowie die Aufnahme über die Haut die häufigsten Aufnahmewege. Aldrin hat eine starke neurotoxische Wirkung, bei einer akuten Vergiftung treten oft Kopfschmerzen, Schwindel und Muskelzuckungen auf. Bei einer schweren akuten Vergiftung kommt es auch zu tonisch-klonischen Krämpfen sowie Bewusstseinsstörungen. Dazu können schwere Herz-Kreislauf-Reaktionen, Fieber oder Untertemperatur kommen, die Leber- oder Nierenfunktion kann beeinträchtigt werden, auch Leukozytose kann auftreten. Die tödliche Dosis für einen erwachsenen Menschen bei einmaliger oraler Aufnahme wurde auf etwa 5 g geschätzt.
Im Körper wird Aldrin in Dieldrin umgewandelt. Das Dieldrin wird in der Leber zu einer hydrophilen Verbindung weiter oxidiert, die nach Glucuronidierung mit dem Urin ausgeschieden werden kann. Allerdings geht die Umwandlung des Dieldrin nur langsam voran, es reichert sich im Fettgewebe an. Die Halbwertszeit zur Elimination von Dieldrin beim Menschen wurde auf etwa ein Jahr geschätzt.
Bei wiederholter Aufnahme von geringen Mengen Aldrin können durch die Dieldrin-Anreicherung ähnliche Vergiftungssymptome wie bei einer akuten Vergiftung auftreten. Vergiftungserscheinungen sind ab etwa 150 bis 200 µg Dieldrin pro Liter Blut zu erwarten. Bei Langzeit-Fütterungsstudien mit unterschiedlichen Tierarten traten ab etwa 0,05 mg Aldrin pro kg Körpergewicht und Tag artabhängig Leberschäden, Schädigungen des zentralen Nervensystems, Nierenschäden oder immunosuppressive Effekte auf.
Embryonale Missbildungen (teratogene Wirkung und Fetotoxizität) traten nur auf, wenn trächtige Tiere eine akut toxische Dosis Aldrin erhielten. Aldrin ist mit hoher Wahrscheinlichkeit krebserregend. Bei Mäusen traten nach Aldrin-Gabe vermehrt Lebertumoren auf, was sich bei anderen Tierarten nicht reproduzieren ließ. Für eine gentoxische oder mutagene Wirkung gibt es dagegen keine Anhaltspunkte. Die LD50 bei Ratten liegt bei 39 mg/kg bei oraler Verabreichung. Der direkte Zusammenhang von Aldrin / Dieldrin-Anreicherung im Blut und Brustkrebs ist zwar weiterhin umstritten. Einige Studien bestätigen jedoch sowohl das erhöhte Brustkrebsrisiko wie auch den schwereren Krankheitsverlauf nach langanhaltender Exposition zu Aldrin, bzw. Dieldrin.
Aldrin ist sehr giftig für Fische und für Bienen.

## Analytischer Nachweis
Der chemisch-analytische Nachweis in Umweltproben, Lebens- und Futtermitteln erfolgt nach geeigneter Probenvorbereitung zur Abtrennung der Matrix und gaschromatographischer Abtrennung von Nebenkomponenten mittels hochauflösender massenspektrometrischer Techniken wie der Flugzeitmassenspektrometrie (Time-Of-Flight-Massenspektrometrie).